# 克里尼奇基
48°22′25″N 34°27′23″E / 48.37361°N 34.45639°E

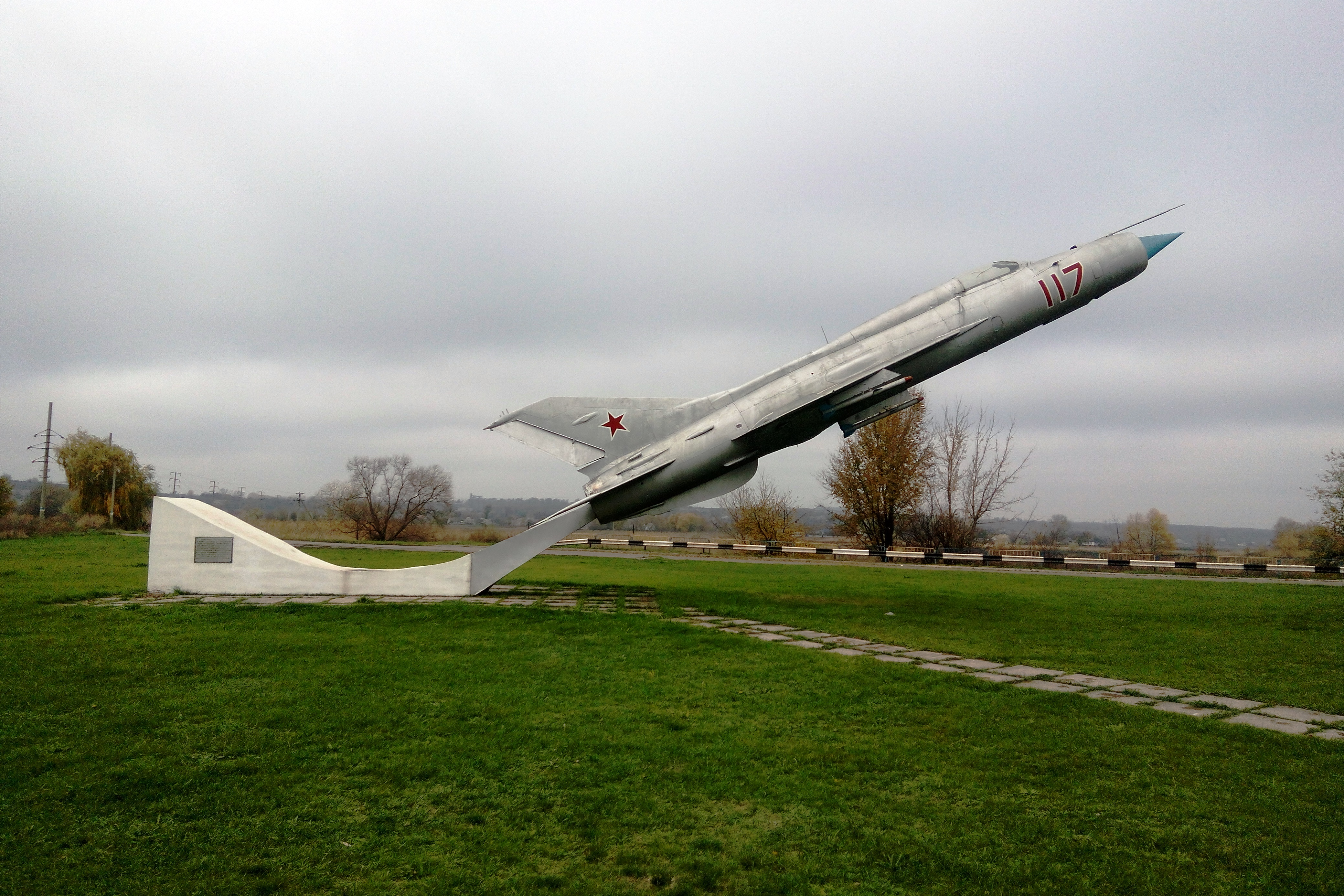
飞机模型

克里尼奇基是位於烏克蘭中部的市級鎮，由第聶伯羅彼得羅夫斯克州裡卡姆揚斯凱區的克里尼奇基市鎮負責管轄。該鎮處於第聶伯羅西南面40公里，為克里尼奇基區的行政中心，面積6.97平方公里，海拔高度82米，2022年人口3,970，人口密度每平方公里668人。